# MULIBREY-Kleinwuchs
Der MULIBREY-Kleinwuchs, Akronym für MUscle, LIver, BRain und EYe, ist eine sehr seltene angeborener Entwicklungsdefekt mit Veränderungen an den genannten Organen.
Synonyme sind: MUL; Mulibrey-Wachstumsstörung
Die Erstbeschreibung stammt aus dem Jahre 1973 durch die finnischen Ärzte J. Perheentupa, S. Autio, S. Leisti und Mitarbeiter.

## Verbreitung
Die Häufigkeit ist nicht bekannt, insgesamt wurde über etwa 150 Betroffene berichtet, meist aus Finnland mit einer Häufigkeit dort von 1 zu 37.000 Geburten. Die Vererbung erfolgt autosomal-rezessiv.

## Ursache
Der Erkrankung liegen Mutationen im TRIM37-Gen auf Chromosom 17 Genort q22 zugrunde, welches für das peroxisomale TRIM37-Protein kodiert.

## Klinische Erscheinungen
Klinische Kriterien sind:
- Manifestation als Neugeborenes und Säugling
- bereits Intrauterine Wachstumsretardierung
- weiter Wachstumsstörung nach der Geburt
- Makrozephalie
- dünne Gliedmaßen
- Gesichtsdysmorphie mit Kahnschädel, dreieckigem Gesicht, breiter Stirn und flachem Nasenrücken
- Fütterungsschwierigkeiten
- Neigung zu Atemwegsinfektionen
- hohe Stimme
- Feuermale auf der Haut

Hinzu kommen restriktive Herzbeutelerkrankungen, Hepatomegalie, Fettleber und Insulinresistenz mit Diabetes Typ 2 bei der Hälfte der Betroffenen, schließlich erhöhtes Risiko bösartiger Tumore, oft Wilmstumor, auch Ovarialtumoren (Ovarialfibrothekomata).

## Diagnose
Die Diagnose ergibt sich aus der Kombination klinischer Befunde und kann humangenetisch gesichert werden.
Charakteristisch sind gelbliche Punkte auf der Netzhaut in der mittleren Peripherie bei der Ophthalmoskopie, in der Labordiagnostik auffallend hoher Nüchtern-Insulinspiegel bei über 90 % und Primärer Hypogonadismus.
Im Röntgenbild finden sich lange, schlanke Knochen mit verdickter Kortex, engem Markraum und Fibröse Dysplasie, eine J-förmige Sella turcica und ein kleiner Thorax.

## Differentialdiagnose
Abzugrenzen sind das Silver-Russell-Syndrom und das 3M-Syndrom.

## Therapie und Aussichten
Die Behandlung kann nur symptomatisch erfolgen und schließt die kardiologische Nachsorge, die Kontrolle auf Tumoren sowie des Blutzuckers mit ein. Der Schweregrad der Herzveränderungen entscheidet über die Prognose.